# M4 (karabin)
M4 je američki karabin koji je proizveden na temelju ranije karabinske inačice automatske puške M16 koja se temelji na originalnom AR-15. M4 karabin je kraći i laganiji od modela M16A2, a obje inačice se sastoje od 80% istih dijelova. Karabin je dizajniran kao oružje namijenjeno bliskim borbama te ima pojedinačni i rafalni mod paljbe. Model M4A1 ima i mogućnost automatske paljbe. Na M4 je moguće montirati bacač granata M203 koji ima nešto kraću cijev nego onaj namijenjen za M16.
Karabin M4 je u konačnici zamijenio M16 u većini borbenih jedinica američke vojske. Pobjednik individualnog karabinskog testiranja mogao bi zamijeniti M4 u oružanim snagama SAD-a.

## Povijest
M4 je proizveden kako bi zamijenio seriju M16 jurišnih pušaka u većini vojnih jedinica. Razvojem karabina XM8 i XM29 OICW razmišljalo se o promjeni plana, međutim oba projekta su otkazana te je M4 postao novo zamjensko oružje.
Zapovjedništvo američkog marinskog zbora je naredilo da sve vojno osoblje (do čina potpukovnika) mora koristiti M4 karabin. To je u skladu s doktrinom marinskog zbora - "Svaki marinac je strijelac". Ista naredba je donesena i zboru E-5 plaće američke mornarice.

### Nadogradnja M4
30. listopada 2009. vojska je američkom Kongresu predložila niz tehničkih izmjena karabina. One uključuju težu cijev, promjenu plinskog cilindra te ugradnju elektroničkog brojača ispaljenih metaka. Vojska je u rujnu 2010. objavila da će se do kraja 2010. ili početkom 2011. opskrbiti s više od 25.000 komada modela M4A1. Američke oružane snage su najavile i javni natječaj za bolt-carrierom i plinskim cilindrom novijeg dizajna koji će se montirati na novokupljene M4A1. Krajem 2011. vojska namjerava s novim dijelovima opskrbiti više od 65.000 pušaka. Tada će se u konačnici odlučiti hoće li vojska nadograditi sve svoje M4.

### Zamjena M4 u budućnosti
Projekt razvoja karabina XM8 je otkazan 2005. godine. 13. studenoga 2008. američka vojska je bila domaćin prilikom Dana industrije na koji su pozvani vojni proizvođači da predstave svoje oružje kao potencijalnu zamjenu za M4. Tada su ponuđeni FN SCAR, Heckler & Koch HK416, Heckler & Koch XM8, Barrett REC7, Bushmaster ACR,  LWRC SRT, Robinson Arms XCR i SIG 556. Colt je predstavio svoju poboljšanu verziju M4 - Colt ACC-M.
Potencijalni nasljednik M4 u američkoj vojsci trebao bi pobijediti na individualnom testiranju karabina. Kroz to testiranje bi se pronašao novi karabin kojeg će vojska koristiti dok je američki marinski korpus odlučio da će se prebaciti na M27 pušku, u programu 2020. g. za sve elemente desetine. M27 puška će služiti kao osnovna puška za strijelca, puškostrojnica i snajperska puška.

### Danas
Većina jedinica Američke kopnene vojske se prebacilo na M4 pušku s optičkim ciljnikom ili M4A1 s istim, dok se marinski zbor u potpunosti prebacio na M4A1 puške s istom optikom, i trenutačno jedina grana vojske koja uvodi dizajn M27 puške da zamijeni M249 strojnicu u sluzi strojničara.

## Dizajn
M4 je karabin koji koristi streljivo 5.56x45mm NATO ili .223 Remington. Prvotni modeli su imali teleskopske usadnike dok su noviji modeli opremljeni s teleskopskim usadnikom s malo većom zakrivljenošću na kraju. M4 je sličan ranijem kompaktnijem modelu M16 poput inačice CAR-15 iz 1960-ih.
Preciznost karabina je između 500 do 600 metara, ovisno o meti.[nedostaje izvor] Zbog manje dužine idealan je za ne-pješaštvo (posada o vojnom vozilu, vojni časnici i službenici) ali je idealan i za borbu s bliske udaljenosti. M4 je razvio i proizveo Colt na zahtjev američke Vlade te je sam proizvođač imao ekskluzivni ugovor za izradu oružja iz obitelji M4 kroz 2009. godinu.
M4 je uglavnom zamijenio model M16A2 u američkoj vojsci i marinskim odredima. USAF pak namjerava izvršiti prijelaz na M4 dok bi neki dijelovi zračnih snaga zadržali M16A2. U američkoj ratnoj mornarici se M4A1 koristi kod jedinica za specijalne operacije te kao naoružanje posada u vozilima.
Neke od značajki M4 i M4A1 u odnosu na M16 su:
- kompaktna veličina,
- kraća cijev od 368 mm i
- teleskopski usadnik.

Unatoč svemu, karabin M4 bio je kritiziran zbog male brzine (eng. muzzle velocity), stvaranja velike buke prilikom paljbe zbog kraće cijevi, pritiska na mehanizam zbog kraćeg plinskog cilindra kao i tendencije bržeg pregrijavanja u odnosu na model M16A2.

### Dodaci
Kao i sve inačice automatske puške M16, tako i karabini M4 i M4A1 mogu biti opremljeni s mnogo dodatne opreme kao što su uređaji za rad noću, supresori (prigušivači) zvuka, laserski pokazivači, teleskopska optika, bajunete, bacači granata M203 i M320, modularna sačmarica M26 te sve ostale znamenitosti u skladu s Picatinny šinama i standardima MIL-STD-1913. Kao i M16, i karabin M4 može koristiti streljivo namijenjeno obuci i treningu vojnika.

## Testiranje na prašinu
Američka vojska je 2007. izvršila ispitivanje M4 karabina na rad u prašini na vojnom poligonu u saveznoj državi Maryland. Uz M4, testiranje je obuhvaćalo i FN SCAR, HK416 i XM8. Korišteno je po 10 primjeraka od svake puške te je svaka ispalila 6.000 metaka u prašnjavim uvjetima. M4 je od svih imao najviše zastoja, njih 882 od čega je za 19 zastoja bio potreban mehanički popravak.
Najmanje zastoja imao je XM8 (116 zastoja od čega 11 težih), slijedili su ga FN SCAR (226 zastoja) te HK 416 (233 zastoja).
Vojska je loše rezultate M4 branila izjavama da se 863 zastoja mogu svrstati kao zastoji 1. klase kod kojih je potrebno do 10 sekundi za njihovo rješavanje dok su preostali zastoji klasificirani kao zastoji 2. vrste (potrebno je više od 10 sekundi kako bi se M4 stavio u funkcionalno stanje). Također, američka vojska je izjavila da namjerava modernizirati M4 uvođenjem novih cijevi proizvedenih hladnim kovanjem čime će se karabinu produžiti životni vijek. Modernizacija bi uključivala i korištenje novijih okvira koji bi smanjili broj zastoja. Do tada korišteni okviri su na spomenutom testiranju u Marylandu od 882 zastoja uzrokovali njih 239. Tako je osoblje američke vojske izjavilo da bi se novi okviri počeli koristiti od proljeća ako testiranja dadu dobre rezultate.

## Autorska prava
1. srpnja 2009. američka vojska je stekla potpuno vlasništvo na dizajn M4 karabina. Vojsci to omogućava da zarađuje na drugim vojnim industrijama (izuzev Colta prodajući im svoja prava na licencnu proizvodnju.
Iako je vlasnik svih autorskih prava na M4 karabin američka vojska, industrija oružja Colt je već ranije zadržala pravo na korištenje imena M4. Civilne inačice ponekad se kolokvijalno nazivaju M4gery. Colt tvrdi da je zadržao isključivo pravo na korištenje imena i dizajna M4. Drugi proizvođači koji su plaćali američkoj vojsci prava na licencnu proizvodnju tvrdili su da Colt svojata tuđa prava tako da je M4 postao generički termin za AR-15. U travnju 2004. Colt je podnio tužbu protiv Heckler & Kocha i Bushmastera zbog povrede zaštitnog znaka i patenta, primjene lažnog oglašavanja, nepoštenog tržišnog natjecanja i obmanjivanja trgovačke prakse. Heckler & Koch je kasnije spor s Coltom riješio izvan suda preimenujući svoj HK M4 u HK416. S druge strane, Okružni sud u Maineu je 8. prosinca 2005. donio presudu u korist Bushmastera odbacujući sve Coltove tužbe osim one za lažno oglašavanje. Sud je također zaključio da je od sada M4 generički naziv te da Colt gubi pravo na zaštitni znak.
U konačnici te tužbe su najviše štetile Coltu jer je zbog njih tvrtka sama sebi nanijela financijsku štetu.

## Korisnici
- SAD: primarni korisnik.[16]
- Afganistan: M4 koriste komandosi afganistanske vojske.[17][18] Karabini su kupljeni 2006. kao dio paketa strane vojne prodaje.[19] Oružje je na isti način kupljeno i 2008.[20]
- Australija: Special Operations Command,[21] Police Tactical Groups[22] i Clearance Diving Team.[23]
- Bahrein: model M4A1 je kupljen 2008. na temelju strane vojne prodaje.[20]
- Bangladeš: SWAT timovi te specijalne vojne jedinice.[24]
- Belize: modeli M4 i M4A1 su kupljeni 2006. na temelju strane vojne prodaje.[19]
- Brazil: specijalne snage brazilske kopnene vojske i ratne mornarice,[25] brazilska savezna policija te vojan policija države Rio de Janeiro.[26]
- Češka: češka vojska (601. specijalna jedinica, 43. padobranska mehanizirana bojna i vojna policija).[27]
- Ekvador: M4 je kupljen 2008. u paketu strane vojne prodaje.[20]
- Salvador: M4 je kupljen 2007. u paketu strane vojne prodaje.[28] Nova količina M4 je dostavljena 2008. godine.[20]
- Filipini: modeli M4 i M4A1 su dostavljeni 2008. na temelju strane vojne prodaje.[20] Filipinska tvrtka Floro International Corporation proizvodi obje inačice kao M4A1 5.56MM RIFLE i M4A1 Model-C 5.56MM RIFLE.[29][30]
- Grčka: specijalna anti-teroristička jedinica EKAM.[31]
- Gruzija: gruzijske oružane snage.[20][32]
- Hong Kong: M4A1 koriste honkonške policijske specijalne jedinice te jedinica za posebne operacije.[33]
- Hrvatska: 200 Colt M4 karabina je u službi vojnog kontinegenta pri ISAF-u.
- Indija: M4A1 je kupljen 2008. na temelju strane vojne prodaje.[20]
- Indonezija: M4 koristi 88. anti-teroristička policijska jedinica.[34] Također, u uporabi je vojnih jedinica Komando Pasukan Katak (Kopaska) i Komando Pasukan Khusus (Kopassus).[35]
- Irak: u uporabi iračke vojske[36] te nacionalnih anti-terorističkih snaga.[37]
- Italija: M4 u talijanskoj vojsci koriste samo specijalne snage.[38]
- Izrael: oružje je kupljeno 2001. u sklopu strane vojne prodaje.[39]
- Jamajka: M4 je nabavljen 2007. u sklopu strane vojne prodaje.[28]
- Japan: M4A1 je nabavljen 2008. u sklopu strane vojne prodaje.[20] M4A1 SOPMOD koriste japanske specijalne snage.[40]
- Jemen: M4 je nabavljen 2006. u sklopu strane vojne prodaje.[19]
- Jordan: M4 je nabavljen 2007. u sklopu strane vojne prodaje.[28] Dodatna količina M4 je dostavljena 2008., također u sklopu strane vojne prodaje.[20]
- Kanada: C7.[16]
- Kolumbija: M4A1 je kupljen 2008. kao dio strane vojne prodaje.[20]
- Kosovo: Kosovske snage sigurnosti.[41]
- Libanon: M4 i M4A1 su nabavljeni 2008. u sklopu strane vojne prodaje.[20] Koriste ih libanonske specijalne snage.[42]
- Mađarska: mađarske specijalne snage koriste M4A1 SOPMOD.[43]
- Sjeverna Makedonija: M4 je kupljen 2008. na temelju strane vojne prodaje.[20]
- Malezija: tvrtka SME Ordnance proizvodi M4 u Maleziji na temelju licence.[44] Koriste se u malezijskim oružanim snagama, specijalnim snagama pomorskih agencija i Kraljevskoj malezijskoj policiji.[45]
- Nepal: oružje je nabavljeno 2005. na temelju strane vojne prodaje.[46]
- Novi Zeland: M4 koristi NZSAS (eng. New Zealand Special Air Service).[47]
- Panama: model M4A1 je nabavljen 2008. na temelju strane vojne prodaje.[20]
- Poljska: GROM (polj. Grupa Reagowania Operacyjno-Manewrowego).[48]
- Portugal: DAE (por. Destacamento de Acções Especiais).[49]
- Rusija: sigurnosno-obavještajna agencija FSB.[50]
- Singapur: komandosi singapurskih oružanih snaga.[51]
- Sirija: karabin je viđen kod vojnika Slobodne sirijske vojske.[52][53][54][55][56]
- Srbija: u uporabi različitih policijskih jedinica.[57]
- Tajland: model M4A1 je nabavljen 2006. kao dio strane vojne prodaje.[19]
- Tajvan: tajvanska policija.[58]
- Tonga: modeli M4 i M4A1 su kupljeni 2008. na temelju strane vojne prodaje.[20]
- Turska: turska vojska i jedinice za specijalne operacije koriste 12.000 modela M4/M4A1. U Turskoj ih proizvodi tvrtka Sarsilmaz.[46]
- Ujedinjeni Arapski Emirati: zemlja je 1993. godine naručila 2.500 komada M4 karabina.[59]
- Ukrajina: specijalne vojne snage.[60]

### Civilna prodaja u SAD-u
M4 koji ima mogućnost rafalne i automatske paljbe namijenjen je striktno samo vojsci i državnim službama za provedbu zakona (policija, anti-terorističke jedinice i dr.). Takvo oružje se civilima može prodati samo pod posebnim okolnostima. Prema tumačenju američkog zakona o oružju, civili bi bez posebnih odredbi mogli legalno koristiti samo prototipove Coltovog M4 koji su izrađeni ili prodani prije 19. svibnja 1986.

## Vanjske poveznice
- Službene web stranice Colta o M4  Arhivirana inačica izvorne stranice od 3. srpnja 2007. (Wayback Machine)
- Army study guide.com  Arhivirana inačica izvorne stranice od 4. ožujka 2016. (Wayback Machine)
- Army.mil
- Military.com